# Seznam rýnských falckrabat a falckých kurfiřtů

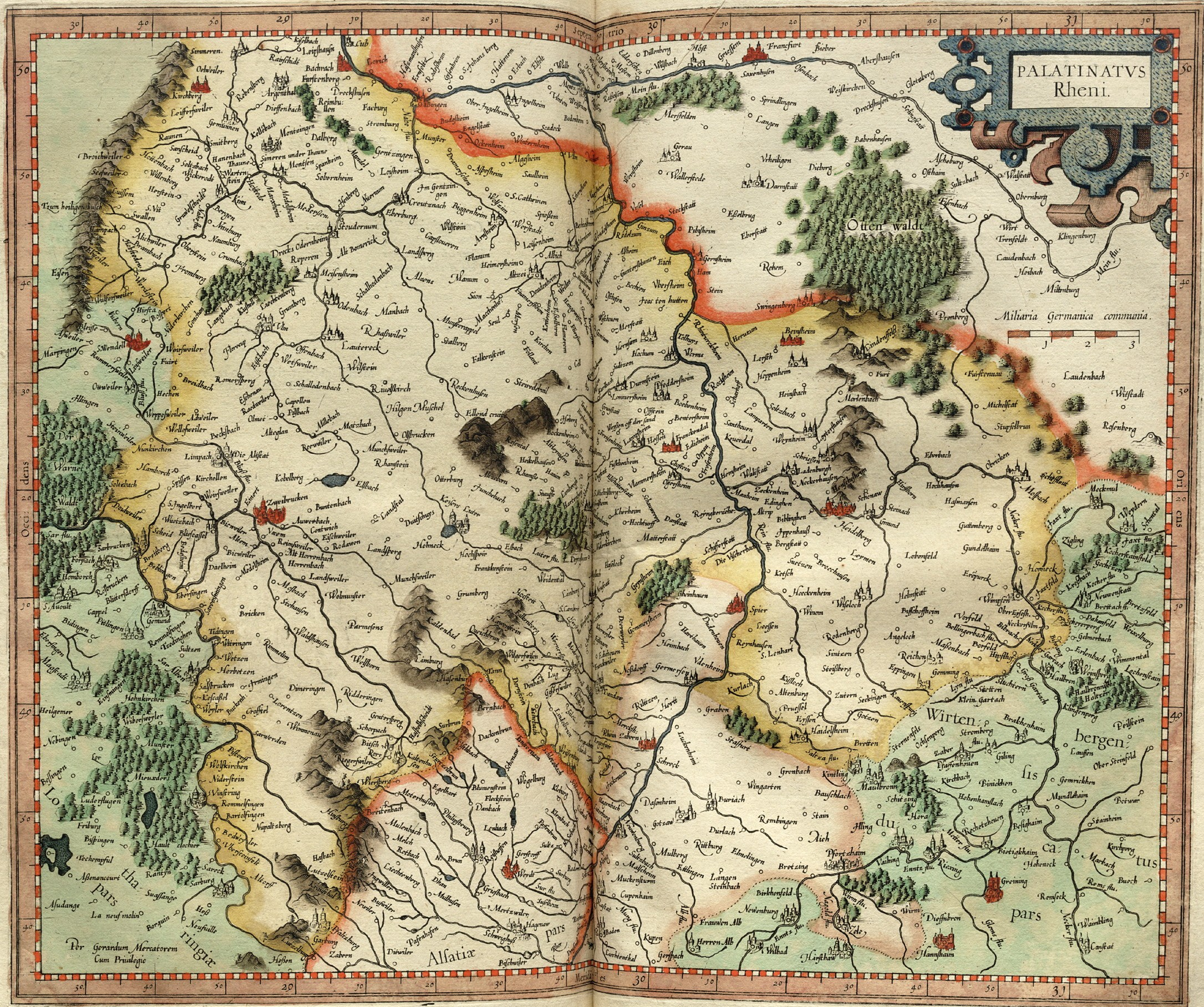
Historická mapa Falckého kurfiřtství

## Rýnská falckrabata
1. 1085–1095: Jindřich II. z Laachu
2. 1095–1099: Jindřich III. Limburský
3. 1099–1105: Ludvík Limburský

Znak Rýnské Falce za vlády Štaufů a Welfů

4. 1105–1113: Siegfried z Ballenstedtu
5. 1113–1129: Gottfried z Calwu
6. 1129–1139: Vilém z Ballenstedtu
7. 1139–1142: Jindřich II. Babenberský
8. 1140–1150: Ota II. Rýnský
9. 1142–1155: Heřman III. ze Stahlecku
10. 1155–1195: Konrád Štaufský
11. 1195–1211: Jindřich V. Brunšvický
12. 1211–1214: Jindřich VI. Welfský

- Wittelsbachové:

Lokalizace Falckého kurfiřtství (r. 1618)

1. 1214–1227: Ludvík I. z Wittelsbachu
2. 1227–1253: Ota II. z Wittelsbachu
3. 1253–1294: Ludvík II. Hornobavorský
4. 1294–1317: Rudolf I. Falcký
5. 1317–1327: Adolf Falcký
6. 1327–1353: Rudolf II. Falcký
7. 1353–1356: Ruprecht I. Falcký

## Falčtí kurfiřti (1356–1803)
1. 1356–1390: Ruprecht I. Falcký
2. 1390–1398: Ruprecht II. Falcký

Znak Rýnské falce za vlády Wittelsbachů

Znak Falckého kurfiřtství za vlády rodu Falc-Simmern

Znak kurfiřtství za vlády rodu Falc-Simmern, jiná varianta

3. 1398–1410: Ruprecht III. Falcký (Římskoněmecký král 1400–1410)
4. 1410–1436: Ludvík III. Falcký
5. 1436–1449: Ludvík IV. Falcký
6. 1449–1476: Fridrich I. Falcký
7. 1476–1508: Filip Falcký
8. 1508–1544: Ludvík V. Falcký
9. 1544–1556: Fridrich II. Falcký
10. 1556–1559: Ota Jindřich Falcký

- Falc-Simmern:

1. 1559–1576: Fridrich III. Falcký
2. 1576–1583: Ludvík VI. Falcký
3. 1583–1610: Fridrich IV. Falcký
4. 1610–1623: Fridrich V. Falcký
5. 1649–1680: Karel I. Ludvík Falcký
6. 1680–1685: Karel II. Falcký

- Falc-Neuburg:

1. 1685–1690: Filip Vilém Falcký
2. 1690–1716: Jan Vilém Falcký
3. 1716–1742: Karel III. Filip Falcký

- Falc-Sulzbach:

1. 1742–1799: Karel Teodor Wittelsbach (od 1777 také bavorský kurfiřt)